# Edward Fredkin
Edward Fredkin (Los Angeles, 2 ottobre 1934 – Brookline, 13 giugno 2023) è stato un fisico statunitense.
È stato un pioniere della fisica digitale (in alcune opere usava il termine filosofia digitale). I suoi principali contributi sono nella computazione reversibile e negli automi cellulari. La sua invenzione più importante fu la porta di Fredkin.
Fredkin lascia il California Institute of Technology dopo un anno e si unisce all'USAF e diventa pilota di jet.
La sua carriera in ambito informatico parte nel 1956 quando l'Air Force gli affida un lavoro al MIT Lincoln Laboratory.
Nei primi anni '60 lavora alla BBN Technologies dove scrive l'assemblatore PDP-1.
Nel 1968 ritorna all'accademia, iniziando come professore al MIT.
Dal 1971 al 1974 fu direttore del progetto MAC.
Al California Institute of Technology trascorre un anno lavorando con Richard Feynman, e diventa professore di fisica alla Boston University per 6 anni. 
Fredkin fondò la Information International Inc..
In campo informatico fu inventore della struttura dati Trie e del modello palla da biliardo per la computazione reversibile.
Fu coinvolto in varie aree di ricerca dell'Intelligenza artificiale.
Di recente ha sviluppato Slat, un modello di computazione basato sulle leggi di conservazione fondamentali della fisica.

## La filosofia digitale
Fredkin è un fautore del pancomputazionalismo, una teoria filosofica secondo la quale tutti i processi fisici della natura sono forme di calcolo o elaborazione delle informazioni ad un livello più elementare della realtà fisica. Ne deriva che la natura della realtà non è né materiale, né spirituale bensì è fondata su un'immaterialità peculiare, che può definirsi informazionale. Il divenire della realtà è dunque concepito come un processo computazionale. Dal punto di vista teoretico, il pancomputazionalismo prende spunto da alcune tra le più importanti concezioni filosofiche del passato: l'atomismo, il determinismo, il meccanicismo, il monismo, il naturalismo, il realismo filosofico, il riduzionismo e l'empirismo scientifico.
I contributi più significativi offerti da Fredkin alla filosofia digitale consistono in queste idee fondamentali: ogni cosa nella realtà fisica deve avere una rappresentazione informativa digitale; tutti i cambiamenti nella natura fisica sono la conseguenza dei processi informativi digitali; la natura è finita e digitale. Perfino la tradizionale visione dell'anima giudaico-cristiana trova la sua controparte statico/dinamica nella visione dell'anima profilata dalla filosofia digitale.